# Sânger
Sânger (Mezőszengyel en hongrois, Sentengel en allemand) est une commune roumaine du județ de Mureș, dans la région historique de Transylvanie et dans la région de développement du Centre.

## Géographie
La commune de Sânter est située dans l'ouest du județ, dans les collines de Comlod, à 15 km au nord de Luduș et à 33 km à l'ouest de Târgu Mureș, le chef-lieu du județ.
La municipalité est composée des sept villages suivants (population en 2002) :
- Bârra (76) ;
- Chimitelnic (817) ;
- Dalu (6) ;
- pripoare (64) ;
- Sânger (1 399), siège de la municipalité ;
- Vălișoara (2) ;
- Zăpodea (166).

## Histoire
La première mention écrite du village date de 1333 sous le nom de Scengyel.
La commune de Sânter a appartenu au royaume de Hongrie, puis à l'empire d'Autriche et à l'Empire austro-hongrois.
En 1876, lors de la réorganisation administrative de la Transylvanie, elle a été rattachée au comitat de Torda-Aranyos dont le chef-lieu était la ville de Torda.
La commune de Sânter a rejoint la Roumanie en 1920, au traité de Trianon, lors de la désagrégation de l'Autriche-Hongrie. Après le deuxième arbitrage de Vienne, elle a été occupée par la Hongrie de 1940 à 1944, période durant laquelle sa communauté juive fut exterminée par les nazis. Elle est redevenue roumaine en 1945.

## Religions
En 2002, la composition religieuse de la commune était la suivante :
- Chrétiens orthodoxes, 85,25 % ;
- Église catholique, 5,33 % ;
- Pentecôtistes, 2,49 % ;
- Adventistes du septième jour, 1,85 % ;
- Réformés, 1,73 % ;
- Catholiques grecs, 1,66 %.

## Démographie
En 1910, la commune comptait 2 489 Roumains (79,70 %), 510 Hongrois (16,33 %), 24 Allemands (0,77 %) et 100 Tsiganes (3,20 %).
En 1930, on recensait 3 388 Roumains (83,30 %), 530 Hongrois (13,03 %), 46 Juifs (1,13 %) et 103 Tsiganes (2,53 %).
En 2002, 2 188 Roumains (86,48 %) côtoient 177 Hongrois (6,99 %) et 164 Tsiganes (6,48 %). On comptait à cette date 1 003 ménages et 980 logements.
| 1850  | 1880  | 1900  | 1910  | 1930  | 1956  | 1977  | 1992  | 2002  |
| ----- | ----- | ----- | ----- | ----- | ----- | ----- | ----- | ----- |
| 2 262 | 2 438 | 2 896 | 3 123 | 4 067 | 4 735 | 3 434 | 2 319 | 2 530 |

| 2007  | - | - | - | - | - | - | - | - |
| ----- | - | - | - | - | - | - | - | - |
| 2 747 | - | - | - | - | - | - | - | - |

Lors du recensement de 2011, 79,37 % de la population se déclarent roumains, 13,41 % comme roms et 4,58 % comme hongrois (2,62 % ne déclarent pas d'appartenance ethnique).

## Politique
| Parti | Parti                                      | Sièges |
| ----- | ------------------------------------------ | ------ |
|       | Parti national libéral (PNL)               | 6      |
|       | Parti social-démocrate (PSD)               | 4      |
|       | Union démocrate magyare de Roumanie (UDMR) | 1      |

## Économie
L'économie de la commune repose sur l'agriculture et l'élevage.

## Communications

### Routes
Sânger se trouve à quelques kilomètres de la route régionale DJ151 Luduș-Zau de Câmpie.